# Nericonia trifasciata
Nericonia trifasciata är en skalbaggsart som beskrevs av Francis Polkinghorne Pascoe 1869. Nericonia trifasciata ingår i släktet Nericonia och familjen långhorningar. Inga underarter finns listade i Catalogue of Life.